# Гурова, Ирина Гавриловна
Ири́на Гаври́ловна Гу́рова (3 декабря 1924 — 27 мая 2010) — советская и российская переводчица.

## Биография
Окончила филологический факультет МГУ (1947), после чего долгое время преподавала в школе английский язык. В конце 1950-х годов стала профессиональной переводчицей.
Переводила художественную прозу с английского языка. Среди её работ — переводы как классических, так и современных произведений в самых разных жанрах, в том числе научной фантастики.
Её перу принадлежат переводы таких американских авторов, как Джон Апдайк, Эдгар По, Уильям Фолкнер, Джеймс Фенимор Купер; английских писателей Шарлотты и Энн Бронте, Уильяма Голдинга, Чарльза Диккенса, Артура Конана Дойла, Сомерсета Моэма, Джеймса Кервуда, Джеймса Хэрриота и многих других.
Среди авторов НФ, переведённых Ириной Гуровой, можно выделить Клиффорда Саймака, Урсулу Ле Гуин, Роберта Шекли, Айзека Азимова, Томас Шерреда.
Лауреат премии «Странник» 2001 за перевод романа Стивена Кинга «Сердца в Атлантиде».
Умерла 27 мая 2010 года. Прах захоронен на Донском кладбище.

## Семья
- Отец — Гавриил Гордон, педагог, редактор.
- Дядя — Владимир Гордон, математик.
- Муж — Павел Гуров (1924—1986), переводчик.[6][7]